# Llebre de flancs blancs
La llebre de flancs blancs (Lepus callotis) és una llebre originària d'una regió limitada de Nord-amèrica. La seva difusió només s'estén des del sud de Nou Mèxic fins al nord-oest i centre de Mèxic. De fet, aquest animal és considerat amenaçat a Nou Mèxic, amb una població en declivi en els últims anys.